# ぼくたちの映画シリーズ
ぼくたちの映画シリーズ（ぼくたちのえいがシリーズ）は、東映配給で公開された、東映とフジテレビジョン映画部の共同制作によるティーン・ヤング向けの映画シリーズである。

## 概要
当時の人気アイドルを主演に起用して人気を博したフジテレビ系ドラマ「ボクたちのドラマシリーズ」が実質的に発展したもので、毎年夏に「ぼくたちの映画シリーズ」として、やや短めの作品（60分程度のものある）2本を併映する形式で公開された。また各作品とも主題歌はオリコンチャートを当時賑わしたアーティスト・タレントによるものであった。
当シリーズの作品はフィルム撮影ではなく、ハイビジョンビデオカメラを用いている。劇場公開時はキネコによるプリントフィルムが使われたが、従来式のキネコが免れることの出来なかった粗さは目立たず、テレビ放送やDVDソフトで視聴するテレビドラマとに共通した鮮明な画面を劇場で楽しめるのが特徴である。全編ハイビジョン撮影の劇場用映画は当時ごく少数であり、2000年以降HD24Pの登場から本格的普及が始まった。
2001年には、ポニーキャニオンとキングレコードから、各作品がDVDソフト（限定でDVD-BOXも有り）が発売された。

## シリーズ作品
ぼくたちの映画シリーズ
1995年8月19日公開
- 花より男子 - 出演:内田有紀 ほか
同作初の実写化作品。主題歌はこの年の第37回日本レコード大賞受賞曲となったtrfの「Overnight Sensation 〜時代はあなたに委ねてる〜」。TRFメンバーがエンディングに歌唱出演した。
- 白鳥麗子でございます! - 出演:松雪泰子 ほか
1993年にボクたちのドラマシリーズで放送された同作の劇場版。

ぼくたちの映画シリーズ'96
1996年8月10日公開
- That's カンニング! 史上最大の作戦? - 出演:山口達也・安室奈美恵 ほか
- 友子の場合 - 出演:ともさかりえ ほか

ぼくたちの映画シリーズ'97
1997年8月9日公開
- デボラがライバル - 出演:吉川ひなの・篠原ともえ ほか
- ときめきメモリアル - 出演:榎本加奈子・中山エミリ・矢田亜希子・山口紗弥加・吹石一恵 ほか
同名コンピュータゲームの映画化作品だが、内容はゲーム本編とほぼ関係のないオリジナル。